# Flying - Confessions of a Free Woman
Flying - Confessions of a Free Woman er en dansk dokumentarserie i 6 afsnit fra 2006 med instruktion og manuskript af Jennifer Fox. Serien havde premiere på festivalen IDFA i Amsterdam 30. november 2006 og blev efterfølgende vist i Empire Bio 12. august 2007 og på TV 2 13.-21. august 2007.
How to survive this modern female life ...? Det er det spørgsmål, den amerikanske instruktør Jennifer Fox stiller sig selv i denne dokumentariske kvindeodyssé i seks afsnit. Jennifer Fox retter kameraet mod sit eget privatliv i bl.a. New York og lader det gå på omgang blandt de kvinder, hun besøger i mere end 17 lande verden over. Hvor fri er den moderne kvinde egentlig? Og er frihed nødvendigvis lykken?

## Afsnit
| # | Titel                                                       | Første sendedag |
| --- | ----------------------------------------------------------- | --------------- |
| 1 | "No Fear of Flying" "Ingen frygt for at flyve"              | 13. august 2007 |
| Jennifer og hendes veninder lever det moderne kvindeliv i New York. Og Jennifer bruger meget tid på også at rejser jorden rundt med sit arbejde. Hun er fri og single, men har også en fobi mod at binde sig. Hun har en hemmelig gift elsker i Sydafrika, men vælger også at blive kæreste med Patrick fra Schweiz.                                                  |                                                             |                 |
| 2 | "Test Piloting" "Testpilot"                                 | 14. august 2007 |
| Alarmen lyder fra Jennifers biologiske ur. Hele sit liv har hun kæmpet for seksuel frihed, men går hun mon glip af en grundlæggende oplevelse i en hver kvindes liv? Jennifer besøger kvinder i bl.a. England og Frankrig for at høre, hvordan de griber det an. Og beslutter sig for at droppe prævention og lade skæbnen råde.                                      |                                                             |                 |
| 3 | "Experiencing Turbulence" "Turbulenserfaring"               | 15. august 2007 |
| Jennifers hemmelige elskers kone har opdaget, at de har en affære. Til gengæld kommer Patrick på ferie i New York. Jennifer besøger socialarbejderen Paromita i Indien, hvor en gruppe kvinder introducerer hende til overraskende seksuelle regler i den indiske kultur. Er Jennifers værdier i virkeligheden så frie, som hun selv tror?                            |                                                             |                 |
| 4 | "Crash and Burn" "Sammenstyrtning og brand"                 | 16. august 2007 |
| Jennifer er gravid, men aborterer. Hun rejser til Rusland og besøger Svetlana, som hun betror hemmeligheden om sin barndoms overgreb. Svetlana overtaler Jennifer til at tage til Schweiz og tale ud med Patrick. Herefter besøger hun Chanthol i Cambodja. Et land, hvor kvinder, der har sex før ægteskabet, stort set alle tvinges ud i prostitution.              |                                                             |                 |
| 5 | "Walking Away From The Wreck" "Forlader den synkende skude" | 20. august 2007 |
| 6 | "Breaking The Sound Barrier" "Bryder lydmuren"              | 21. august 2007 |
| For Jennifer og Patrick er det sidste chance for at få et barn. Mens Patrick er i Schweiz, går Jennifer i gang med hormonbehandling og kunstig befrugtning med opbakning fra veninderne. Pludselig kommer Jennifers mormor på hospitalet, og ved hendes dødsleje ser Jennifer sin mor, moster og mormor - de tre kvinder, der har opdraget hende - i et helt nyt lys. |                                                             |                 |